# Liste der Biografien/Qo
Liste der Biografien |
Portal Biografien |
Personensuche
# |
A |
B |
C |
D |
E |
F |
G |
H |
I |
J |
K |
L |
M |
N |
O |
P |
Q |
R |
S |
T |
U |
V |
W |
X |
Y |
Z |
?
 
Qa |
Qe |
Qi |
Qo |
Qr |
Qu |
Qv |
Qw |
Qy
Die Liste der Biografien führt alle Personen auf, die in der deutschsprachigen Wikipedia einen Artikel haben. Dieses ist eine Teilliste mit 34 Einträgen von Personen, deren Namen mit den Buchstaben „Qo“ beginnt.

## Qo

### Qob
- Qoboza, Percy (1938–1988), südafrikanischer Journalist, Herausgeber und Apartheid-Kritiker

### Qoc
- Qoʻchqorov, Jamshid (* 1964), usbekischer Politiker

### Qod
- Qodiriy, Abdulla († 1938), usbekischer und sowjetischer Schriftsteller
- Qodiriy, Majid (1886–1938), usbekischer Literaturwissenschaftler

### Qoi
- Qoijing Gyi (* 1990), chinesische Leichtathletin
- Qoischybajew, Ghalymschan (* 1968), kasachischer Botschafter und Politiker

### Qoj
- Qoja, Nihad, kurdisch-irakischer Kommunalpolitiker, Bürgermeister der Stadt Erbil

### Qol
- Qollaku, Arijan (* 1997), albanisch-schweizerischer Fussballspieler

### Qom
- Qomi, Mirza-ye (* 1738), zwölferschiitischer Rechtsgelehrter und Theologe

### Qon
- Qonajew, Dinmuchamed (1912–1993), sowjetischer Politiker
- Qonaqbajew, Serik (* 1959), sowjetisch-kasachischer Boxer
- Qongqabajew, Qamschybek (* 1991), kasachischer Amateurboxer im Superschwergewicht
- Qongyrow, Aiqyn (* 1972), kasachischer Politiker
- Qonysbajew, Ulan (* 1989), kasachischer Fußballspieler

### Qoq
- Qoqaiche, Salah (* 1967), marokkanischer Marathonläufer

### Qor
- Qori-Niyoziy, Toshmuhammad (1897–1970), sowjetisch-usbekischer Mathematiker und Wissenschaftshistoriker
- Qorig, Alphonse Welin (* 1981), vanuatuischer Fußballspieler
- Qoriyeva, Bernora (* 1936), usbekisch-sowjetische Balletttänzerin, Choreografin und Lehrerin
- Qoriyoqubov, Muhitdin (1896–1957), usbekisch-sowjetischer Theatermacher und Bariton
- Qoro, Gabrieli (* 1970), fidschianischer Leichtathlet
- Qoro, Manasa (1964–2019), fidschianischer Rugbyspieler

### Qos
- Qoschachmet, Qundys (* 1999), kasachische Fußballspielerin
- Qoschamijarow, Quddys (1918–1994), uigurischer, kasachischer, sowjetischer Komponist
- Qoschamscharow, Qairat (* 1964), kasachischer Politiker
- Qoschanow, Jerlan (* 1962), kasachischer Politiker
- Qoschatajew, Baqtijar (* 1992), kasachischer Radrennfahrer
- Qose, Kristi (* 1995), albanischer Fußballspieler
- Qosimov, Mirjalol (* 1970), usbekischer Fußballspieler und -trainer
- Qosimov, Nabijon (* 1970), usbekischer Diplomat und internationaler Wirtschaftsexperte
- Qosimova, Nazokat (* 1969), usbekische Politologin und Hochschullehrerin
- Qosja, Rexhep (* 1936), albanischer Literatur- und Kulturwissenschaftler
- Qossanow, Ämirschan (* 1964), kasachischer Politiker
- Qossanow, Ghusman (1935–1990), sowjetisch-kasachischer Sprinter
- Qostal, Lina (* 1997), marokkanische Tennisspielerin